# Anton Förg
Anton Förg (* 24. Dezember 1934 in Augsburg; † 16. Januar 2015) war ein deutscher Landwirt.
Förg besuchte die Volksschule, die Handelsschule und die Fachschule und legte 1955 die landwirtschaftliche Gehilfenprüfung erfolgreich ab. 1965 übernahm er den Geburtshof seines Vaters. Beim Bayerischen Bauernverband war er zunächst Ortsobmann der Gemeinde Bergheim, danach (stellvertretender) Kreisobmann des Kreisverbandes Augsburg und hinterher von 1977 bis 1987 stellvertretender Präsident des Bezirksverbandes Schwaben. Außerdem war er fünfzehn Jahre lang als Sozialrichter tätig und gehörte dem Bayerischen Senat von 1982 bis 1987 an.